# Andreas Bodenstein

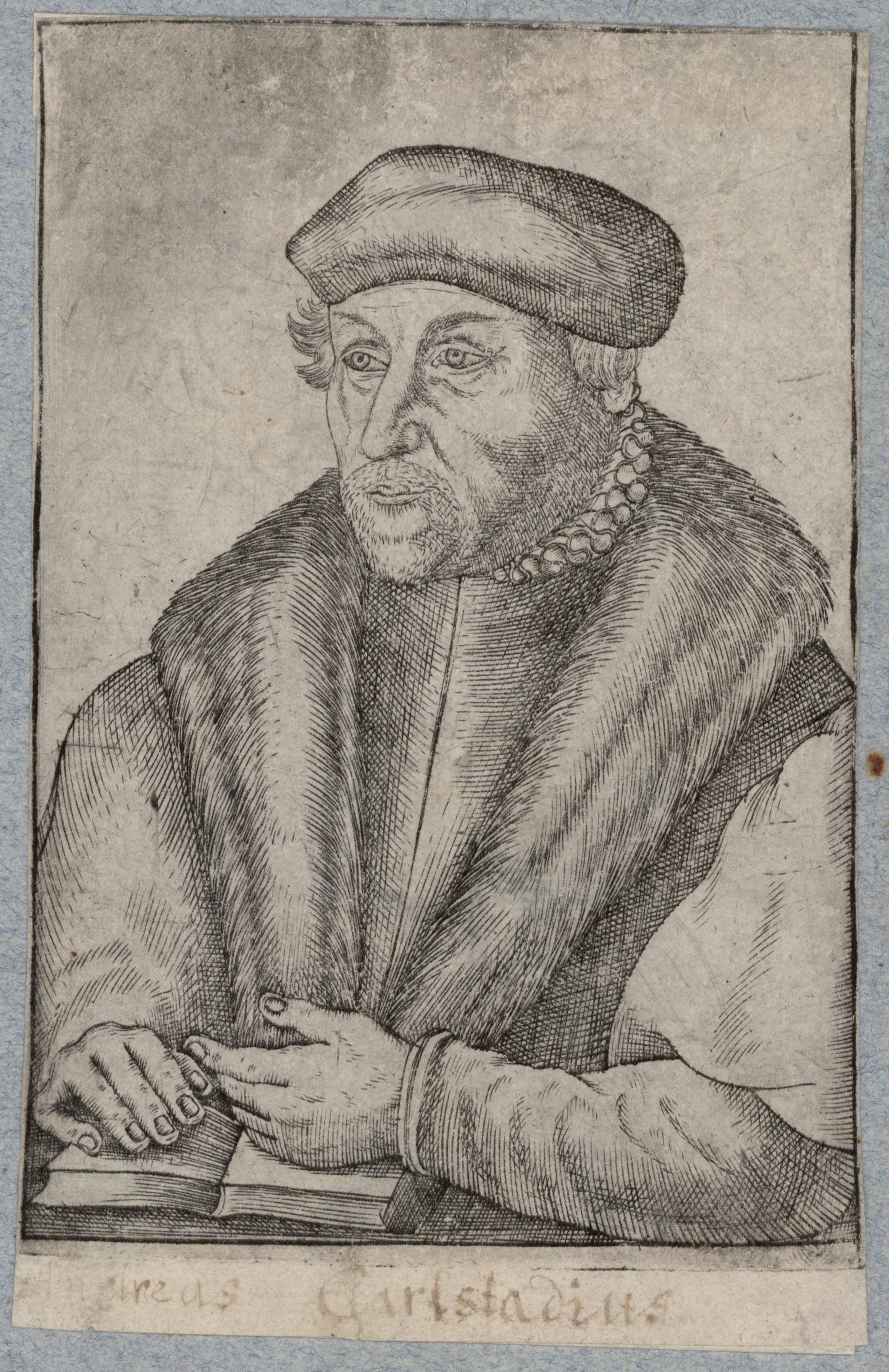
Andreas Bodenstein, genannt Karlstadt, Kupferstich (1534/41)

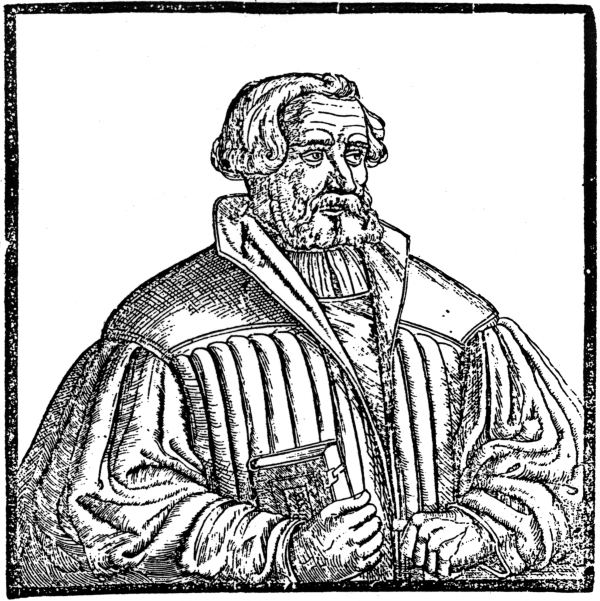
Andreas Bodenstein, genannt Karlstadt Holzschnitt 1. Hälfte 16. Jahrhundert

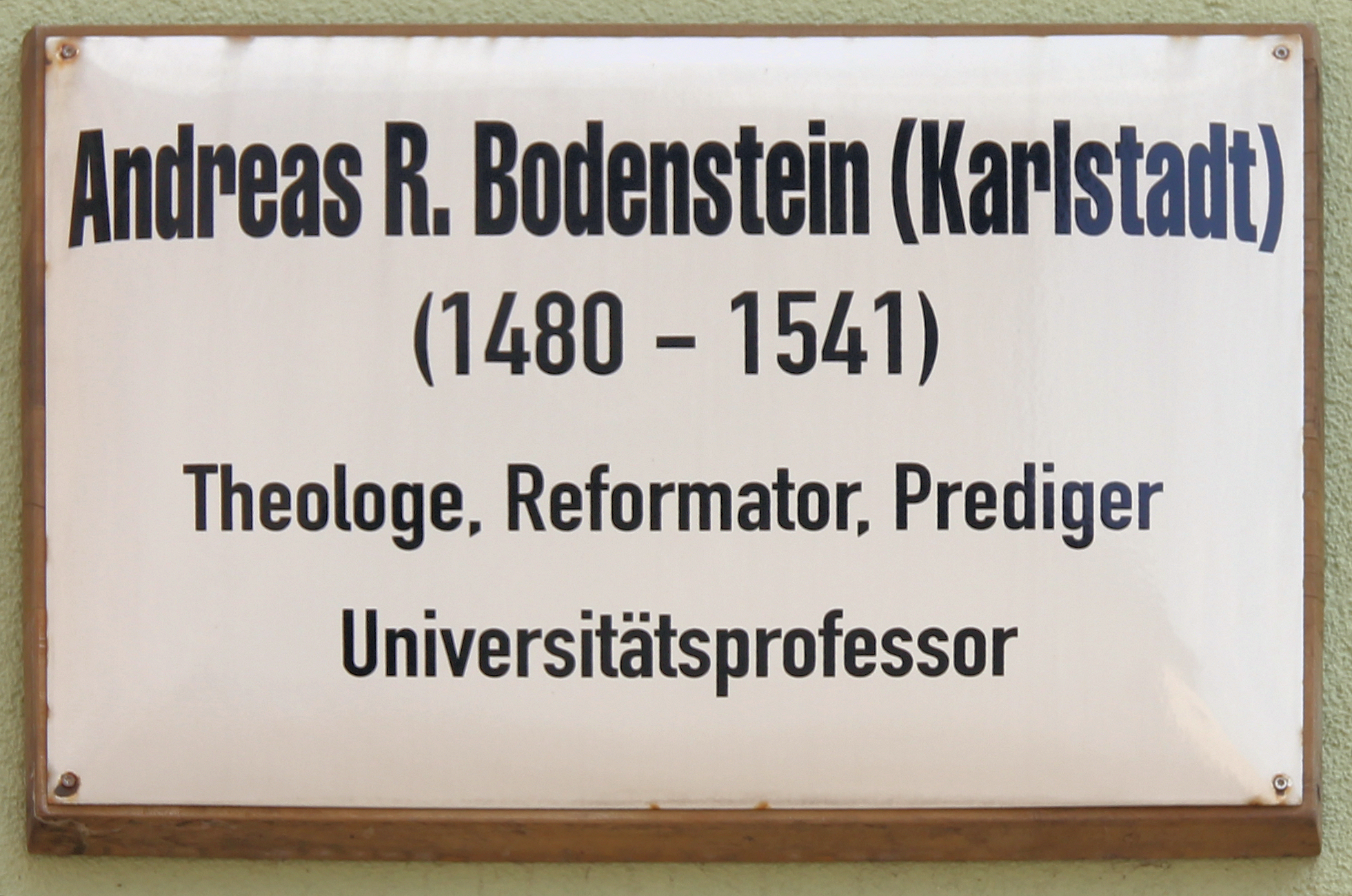
Gedenktafel am Haus Kirchplatz 11, in der Lutherstadt Wittenberg

Andreas Rudolff Bodenstein, genannt Karlstadt, lateinisch Carolstadius (* 1486 in Karlstadt; † 24. Dezember 1541 in Basel), war ein deutscher Theologe und anfangs katholischer Priester, Hochschullehrer sowie Reformator des 16. Jahrhunderts.
Bodenstein war in seiner Person und seinem unsteten bzw. dynamischen Leben eine maßgebliche Verbindungsgestalt zwischen der Wittenberger Reformation (Martin Luthers) und dem sächsischen (Thomas Müntzer) und den schweizerisch-oberdeutschen Vertretern der Radikalen Reformation (Kaspar Schwenckfeld) bzw. des Täufertums (Felix Manz und Konrad Grebel).

## Leben
Andreas Bodenstein entstammte vermutlich der frühbürgerlichen Führungsschicht seiner Heimatstadt. Als sein Vater wird der bischöflich würzburgische Kellermeister Peter (Rudolff) Bodenstein angenommen, der für 1481 als Bürgermeister belegt ist. Der Vater wohnte mit seiner Familie um 1480 in Karlstadt am Markt in einem Haus des Würzburger Domkapitels. Mindestens eine Schwester aus seiner Familie ist belegt. Als ein Bruder wird der Nürnberger Ratskonsulent und Jurist Leonhard Bodenstein († 1549) gesehen. Ein weiterer Bruder soll Michael Bodenstein gewesen sein, der ab 1517 in Wittenberg dem Handwerk des Bäckers nachging.

### Frühe schulische Ausbildung (um 1486), Universitäten Erfurt (um 1502) und Köln (1503)
Der junge Andreas besuchte wahrscheinlich zunächst die örtliche Lateinschule, bevor er sich 1499 nach seinem Schulabschluss, im Alter von nur 13 Jahren, an der Universität Erfurt immatrikulierte. Im Jahre 1502 legte er das 1. Examen ab. Als Baccalaureus verließ er 1503 Erfurt und wechselte an die Universität Köln, wo er mit den Lehren des Thomas von Aquin vertraut gemacht wurde.

### Universität Wittenberg (1505)
Von Köln führte sein Weg im Jahre 1505 an die Alma Mater Leucorea zu Wittenberg. Hier an der Universität Wittenberg wurde er im gleichen Jahr, am 12. August, zum Magister artium erhoben. Zwei Jahre später 1507/08 ernannte man ihn dort zum Dekan an der Artistenfakultät. Seine kirchliche Karriere führte ihn über die niederen Weihen im Jahre 1508 schließlich 1510 zur Priesterweihe. Im selben Jahr, am 13. November, wurde Bodenstein auch zum Doktor der Theologie promoviert.
Um seine Primiz in seiner Vaterstadt zu feiern, ging er 1511 nach Karlstadt. Auf dem Weg dorthin besuchte er im unterfränkischen Eußenheim seine verheiratete Schwester. Als er dann von dort nach Karlstadt ging, wurde er im so genannten „Höul“, einem Hohlweg, von Räubern überfallen und dabei schwer verletzt. Nach diesem Ereignis legte er das Gelübde zu seiner späteren Romreise (1515–1516) ab.
Er erholte sich in Karlstadt von seinen Verletzungen und feierte dort dann auch als Hauptzelebrant seine erste heilige Messe.

## Wirken vor der Reformation, Dozent in Wittenberg (1511), Romreise (1515)
Wieder zurück in Wittenberg setzte Bodenstein seine akademisch-theologische Karriere fort. Er habilitierte sich und nannte sich in humanistischer Tradition nach seiner Heimatstadt „Dr. Karlstadt“. Damals begann auch seine tiefe Freundschaft mit Georg Spalatin.
Bodenstein nahm 1511 eine Stelle als Dozent an der Theologischen Fakultät an, mit der auch das Archidiakonat an der Stiftskirche Allerheiligen (Schlosskirche) verbunden war. Darüber hinaus übernahm er mehrmals leitende Funktionen an der Universität. In seiner Wirkenszeit als Dozent an der Artistenfakultät hielt er vor allem Vorlesungen über Thomas von Aquin. Er setzte sich jedoch unter anderem auch mit den Schriften von Johannes Duns Scotus und Wilhelm von Ockham auseinander.
Als Dekan promovierte er 1512 Martin Luther zum Doktor der Theologie und setzte seine universitäre Ausbildung auf juristischem Gebiet fort.
Zwar sicherte ihm seine Position als Archidiakon ein gutes Einkommen, er musste trotzdem viel Zeit auf das Lesen von Messen und Gottesdiensten verwenden, Zeit, die mit seinen Interessen aus den akademischen Lehrverpflichtungen kollidierten. So verfolgte er das Ziel, Propst zu werden; dafür benötigte er aber das Doktorat der beiden Rechte. Hierzu ließ er sich für vier Monate vom Kurfürsten Friedrich III. beurlauben, um die Voraussetzungen in Italien zu absolvieren.
Mit seiner Rom- bzw. Italienfahrt löste er auch sein Gelübde von 1511 ein. Auf dem Weg nach Rom wurde Bodenstein in Siena zum Doktor beider Rechte (Doctor iuris utriusque) promoviert. Während seines Italienaufenthalts zwischen 1515 und 1516 war er unter anderem auch als Schreiber an der Kurie in Rom beschäftigt.
Damit dehnte Bodenstein seinen Italienaufenthalt entgegen der Absprache deutlich aus, ohne einen Stellvertreter für das Archidiakonat an der Schlosskirche Allerheiligen zu benennen, und geriet dadurch auch mit seinem Landesherrn in Konflikt.
Karlstadt trat die Rückreise aus Italien erst an, als der amtierende Propst ihm mit Inhaftierung drohte.
Am 13. Januar 1517 reiste Karlstadt mitten im Winter nach Leipzig um eine Ausgabe des Kirchenlehrers Augustinus von Hippo zu erwerben; er wollte die Kritiken Luthers, die dieser in seinen Vorarbeiten über die scholastische Theologie formuliert hatte und die sich später in den 95 Thesen wiederfanden, widerlegen. Doch überzeugten ihn die lutherischen Argumente und im weiteren Diskurs entwickelte sich eine persönliche Freundschaft. Karlstadt schrieb am 26. April 1517 ein Thesenpapier, in welchem er vehement die scholastische Theologie angriff, vor allem kritisierte er den Rückgriff auf die aristotelische Metaphysik. „Hunderteinundfünfzig Schlussfolgerungen über Natur, Gesetz und Gnade“ enthielt 151 Thesen, die sich mit dem Thomismus und Thomas von Aquin kritisch auseinandersetzten.
Im Jahre 1517 versuchte aber auch das Würzburger Stiftskapitel, Karlstadt als Domprediger zu gewinnen.

## Karlstadt als Wittenberger Reformator (um 1517)
Zunächst Gegner der Hinwendung Luthers zur Theologie des Augustinus von Hippo, entwickelte Bodenstein sich später zum Anhänger dieses Reformators. Außerdem wurde er von den Schriften Johanns von Staupitz und der Mystik Johannes Taulers beeinflusst.
Am 26. April 1517 trat Bodenstein mit 152 aus Augustinus exzerpierten Thesen über „Die Natur, das Gesetz und die Gnade“ an die Öffentlichkeit. Mit Klarheit und Strenge formulierte er seine Theologie. Zentral war darin das neue Verständnis von Gnade und menschlichem Willen. Auch sein strenger Biblizismus wurde bereits sichtbar.
1518 eröffnete Karlstadt mit den Apologeticae conclusiones, in denen er unter anderem zum Verhältnis zwischen menschlichem Willen und göttlicher Gnade im augustinischen Sinn Stellung bezog, die Auseinandersetzung mit Johannes Eck.
Im Konflikt zwischen Luther und seinen Wittenberger Vertrauten mit der Amtskirche wurde im Sommer 1519 in Leipzig eine Debatte ausgetragen, die Leipziger Disputation. Diese begann am 27. Juni 1519 mit einer Messe in der Thomaskirche. Luther und seine Begleiter, der Sprachgelehrte Philipp Melanchthon und Karlstadt, stellten sich auf ein tagelanges Rededuell mit ihrem Kontrahenten, dem papsttreuen Theologieprofessor Johannes Eck ein. In der Pleißenburg, ging es aber nicht nur um den Ablass, sondern auch um die Stellung des Papstes sowie um das Verhältnis von freiem Willen und göttlicher Gnade.
Die Unfähigkeit des Menschen zum Guten ohne eine ihm allein von Gott zukommende und rechtfertigende Gnade hatte Bodenstein in seiner Vorlesungsschrift De impii iustificatione vertreten. Auf diese Thematik beschränkte er sich 1519 in der Leipziger Disputation wie auch in seiner ersten deutschen Schrift Auslegung und Erläuterung. Dagegen hielt er sich in der Frage des päpstlichen Primats zurück. Eck hielt danach eine Verständigung mit Karlstadt noch für möglich, nicht jedoch mit Luther.
Erst nach der päpstlichen Bannandrohungsbulle Exsurge Domine vom 15. Juni 1520 durch Papst Leo X. gegen Luther und seine Anhänger einschließlich Karlstadt persönlich vollzog auch dieser den offenen Bruch mit der Papstkirche und der Tradition. Der Papst drohte mit Exkommunikation, die er dann am 3. Januar 1521 mit der Bulle Decet Romanum Pontificem in Kraft setzte.
1521 wurde Justus Jonas neuer Propst am Allerheiligenstift. Die Hoffnungen von Andreas Bodenstein auf dieses Amt hatten sich somit zerschlagen.
Für eine kurze Zeit wirkte er, nach einer Einladung durch Christian II., 1521 in der dänischen Hauptstadt Kopenhagen, kehrte aber schon im Juni des gleichen Jahres nach Wittenberg zurück.
Luther war nach dem Reichstag zu Worms 1521 mit der Reichsacht belegt worden. Der Reichstag verhängte am 26. Mai 1521 das auf den 8. Mai rückdatierte, vom Kaiser Karl V. gezeichnete Wormser Edikt über ihn. Mit der Reichsacht war eine Ächtung (Fried- und Rechtloserklärung) erlassen, die sich auf das ganze Gebiet des Heiligen Römischen Reiches Deutscher Nation erstreckte und die mit dem Verbot seiner Werke und Verbreitung seiner Schriften einherging. Er war nunmehr „vogelfrei“. Gemäß der Zusage an seinen Kurfürsten, Friedrich III., erhielt er freies Geleit. Später bereute Karl V. diese Zusage, weil die folgende Reformation die Einheit seines Reiches zerstörte.
Der Geächtete wurde am Abend des 4. Mai 1521 auf dem Heimweg nahe Schloss Altenstein in Bad Liebenstein von Friedrichs Soldaten heimlich entführt und auf der Eisenacher Wartburg festgesetzt, um ihn der Gefahr zu entziehen.
Auf der Wartburg blieb Luther vom Samstag, den 4. Mai 1521 bis zum Samstag, den 1. März 1522 inkognito als „Junker Jörg“.
Während Luthers Aufenthalt auf der Wartburg wurde Karlstadt zum wichtigsten Protagonisten der Wittenberger Bewegung. Weder der Rat der Stadt noch Philipp Melanchthon setzten dieser großen Bewegung nennenswerten Widerstand entgegen. Dennoch war aber Karlstadt derjenige, der bis zum Jahresende 1521 Melanchthon zur Vorsicht mahnte; so warnte er zunächst davor Privatmessen, missa privata, einfach abzuschaffen.
Im November des gleichen Jahres publizierte er „Von anbettung und ererbietung der tzeychen des newen Testaments“ (1521), welches er Albrecht Dürer widmete. Sein Standpunkt war bezüglich des Abendmahls mit Luther insofern übereinstimmend, dass der wahre Leib Christi tatsächlich in Brot und Wein, also in beiderlei Gestalt gegenwärtig sei. Damit widersprach er der Position Gabriel Zwillings, der sich entschieden gegen die Verehrung der Hostie durch ihr Emporheben (Elevation) aussprach.
Karlstadt predigte und realisierte konsequent die Erneuerung des Gottesdienstes (Abschaffung der Messe), Abschaffung der Heiligenbilder, der Kirchenmusik (die seiner Meinung von der Andacht abhielten) und der Privatbeichte sowie des Zölibats. Eine zentrale Frage wurde für ihn die Feier des Abendmahls in beiderlei Gestalt, d. h. unter Austeilung von Brot und Wein an die Gemeinde. Zum Weihnachtsfest 1521 feierte Karlstadt die erste evangelische Liturgie auf Deutsch. Er trug dabei weltliche Kleidung und feierte das Abendmahl in beiderlei Gestalt, wobei die Laien den Kelch selbst in die Hand nahmen. Damit wurde die Heilsvermittlung durch Priester praktisch aufgehoben. Im Februar 1522 kam es schließlich zu Tumulten und Ausschreitungen bei der Beseitigung der Bilder aus den Kirchen.

### Heirat (1522) und Familie
Die Heirat mit Anna von Mochau (* ca. 1507) aus Seegrehna am 19. Januar 1522 bezeugte seinen Bruch mit dem Zölibat.
Die Familie Bodenstein hatte wahrscheinlich sieben Kinder, den ältesten Sohn Johannes (* 1523), dann den zweitältesten Sohn Andreas (* 1525), sodann Adam (1528–1577), gefolgt von Daniel (* 1539) und Sohn Küngold (* 1537?) sowie zwei weiteren Kindern namens Gertrud und Jakob, deren Geburtsdaten unbekannt sind. Adam Bodenstein wurde später ein Schüler von Paracelsus und übte den Arztberuf aus.
Georg Major stand in Schwägerschaft zu Bodenstein, ein Schwager war Gerhard Westerburg. Georg Major heiratete 1528 die Schwester von Anna von Mochau, Magarethe von Mochau († 10. Oktober 1577 in Wittenberg).

### Die Differenzen mit Luther (1521–1522)
Reformatorische Veränderungen, die Karlstadt zum Ende des Jahres 1521 in Wittenberg plante und dann zum Januar 1522 durchführte, war etwa die Frage der Entfernung von Bildern aus den Kirchen. Karlstadt meinte, dass das alttestamentliche Gesetz (Ex 20,1–6 ) auch für die Christen gelten müsse. Luther war, als er von der Wartburg aus im Dezember 1521 insgeheim in Wittenberg verweilte, zunächst angetan von den Veränderungen.
Um die Februarausschreitungen von 1522 zu beenden, rief der Rat der Stadt Luther zu Hilfe, der gegen den Rat des Kurfürsten Friedrich die Wartburg verließ und im März 1522 seine Invokavitpredigten hielt. In diesen kritisierte er die Umsetzung der reformatorischen Gedanken durch Karlstadt, da jener keine Rücksicht auf die Schwachen genommen habe. Zugleich stellte Luther die alten gottesdienstlichen Formen wieder her und setzte ein Predigtverbot für Karlstadt sowie eine Zensur und Beschlagnahme seiner Schriften durch die Universität durch.
Enttäuscht von Luther zog sich Karlstadt von der Universität und aus Wittenberg auf ein erworbenes Gut bei Wörlitz zurück und betrieb dort Landwirtschaft, zumal er seit 1522 nicht mehr in Wittenberg publizieren durfte. Aber Ende des Jahres 1523, im Spätherbst ging der Erfurter Drucker Michel Buchführer bis zum Frühjahr 1524 nach Jena. Dort konnte Karlstadt seine Druckerzeugnisse herausbringen. In Orlamünde setzte Karlstadt seine theologischen Auffassungen weiter in die Praxis um. So hielt er seine Predigten in Deutsch, übertrug Psalmen aus dem Hebräischen und bezog das Alte Testament vermehrt ein. Er versuchte Frauen mehr in die Gemeindearbeit mit einzubeziehen.
Luther versuchte die Verlegertätigkeit von Karlstadt zu verhindern, er schrieb dem sächsischen Kanzler Gregor Brück mit der Bitte um Zensur oder Schließung der Buchdruckwerkstatt. Im April 1524 wurde Karlstadt von der Universität Wittenberg einbestellt, um ihn vor die Wahl zu stellen entweder Mitglied des Lehrbetriebs zu bleiben oder sein Archidiakonat weiterzuführen. Er entschied sich dafür, seine Predigten in Orlamünde fortzusetzen. Letztlich übernahm dann Kaspar Glatz am 27. August 1524 als Nachfolger von Bodenstein die Pfarrei in Orlamünde, die mit dem Archidiakonat der Wittenberger Schlosskirche verbunden war. Glatz berichtete in der Folge Martin Luther über die Vorgänge in Orlamünde aus der Zeit von Bodenstein, den er dabei sehr negativ darstellte.

### Pfarrer in Orlamünde (1523–1524)
Im Sommer 1523 wurde Karlstadt zum Pfarrer von Orlamünde gewählt, nachdem sich die Gemeinde mit seinem Vorgänger wegen der Zehntleistungen überworfen hatte; diese Pfarrstelle war dem Allerheiligenstift zu Wittenberg inkorporiert. Hier setzte er die Reformation mit Unterstützung der Gemeinde in seinem Sinne durch, reformierte die Liturgie, schaffte die Kindertaufe ab und entfernte die Orgel und die Heiligenbilder. Er nahm im gesamten Saaletal Einfluss auf die reformatorische Bewegung. Insbesondere nach Jena, wo zu dieser Zeit Martin Reinhart (* ca. 1500) als erster evangelischer Pfarrer (1522 bis 1524) sowie Gerhard Westerburg wirkten, pflegte er intensive Kontakte. Dort wurden auch mehrere seiner Schriften gedruckt.
In vielen Punkten wie der Bilder- und der Abendmahlsfrage ähnelten seine Positionen denen Zwinglis und Calvins. Kurze Zeit stand er auch mit Thomas Müntzer in Verbindung, trat jedoch dem Allstedter Bund nicht bei, da er Gewalt als Mittel zur Durchsetzung der Reformation ablehnte. Die Gemeinde in Orlamünde verhielt sich später während des Deutschen Bauernkriegs entsprechend passiv. In der Ablehnung von Gewalt und in der Konzeption einer abseits der Welt stehenden Gemeinde ähnelten seine Positionen auch denen der ab 1525 in Erscheinung tretenden Schweizer Täufer. Dennoch sah Luther in ihm einen Anhänger Müntzers und betrieb seine Absetzung und Ausweisung. Im August 1524 kam es während Luthers Visitationsreise durch Thüringen zu zwei Disputationen in Jena und Orlamünde. Nachdem Luther in Orlamünde Karlstadt aus der Kirche verwiesen hatte, gab es einen Zusammenprall mit der dortigen Gemeinde: Die selbstbewussten Bauern bestanden „auf ihrem Pfarrwahlrecht, der Beseitigung der Bilder und der Berechtigung innerer mystischer Erkenntnis der Gotteswahrheit“. Luther schied in unversöhnlicher Feindschaft von den „Schwermgeistern“, die ihrerseits in ihm einen Verräter am Evangelium sahen und sich von ihm lossagten. Daraufhin wurde Karlstadt am 18. September 1524 aus Kursachsen ausgewiesen, obwohl er eine Aufforderung der von Thomas Müntzer geprägten Allstedter Gemeinde, sich dem dort geplanten (Verteidigungs-)Bund anzuschließen, abgelehnt hatte.

### Weitere Stationen

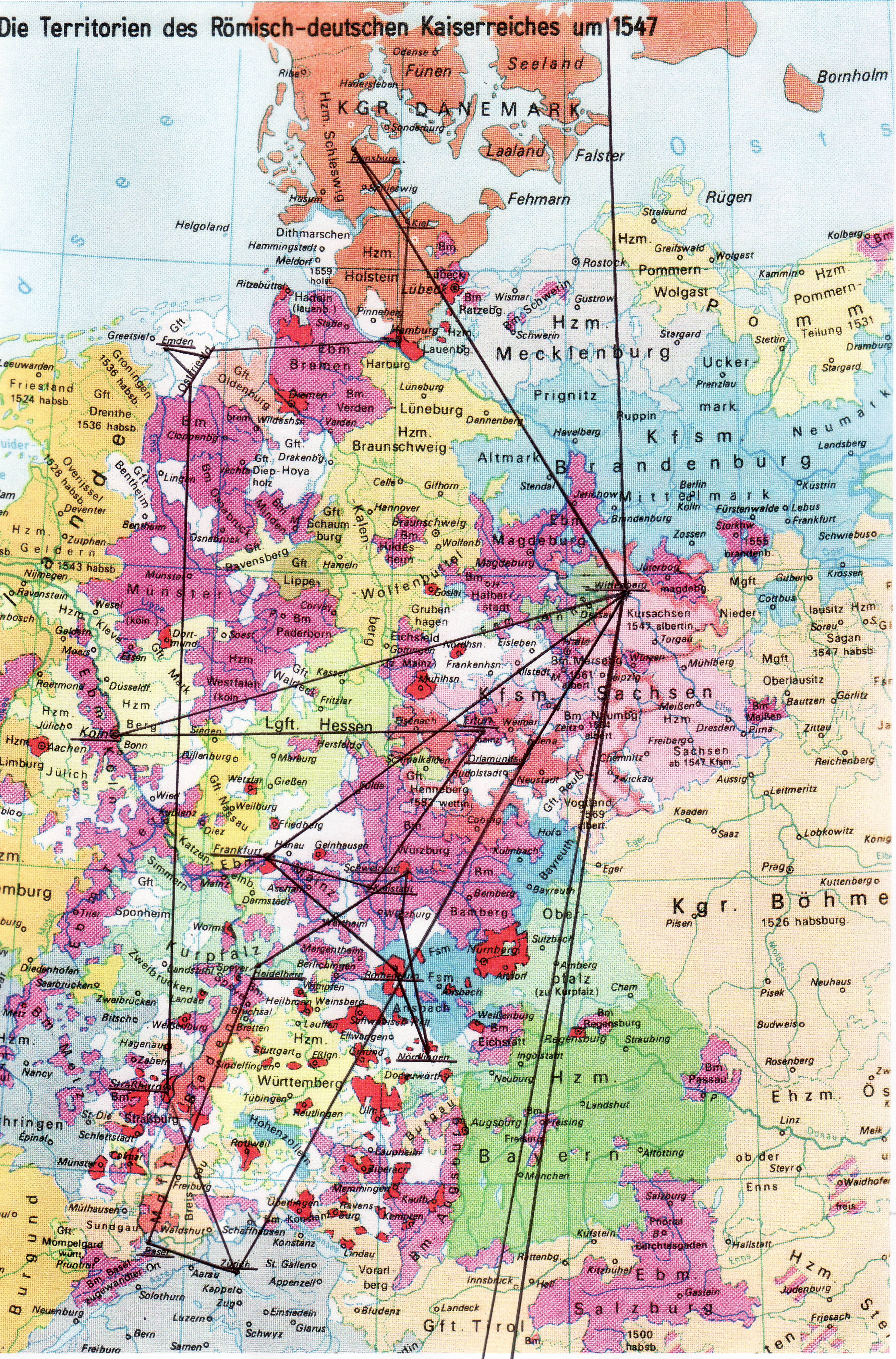
Die wichtigsten Aufenthaltsorte und Lebensstationen des Andreas Bodenstein skizziert in eine politische Karte des Heiligen Römischen Reiches um das Jahr 1547

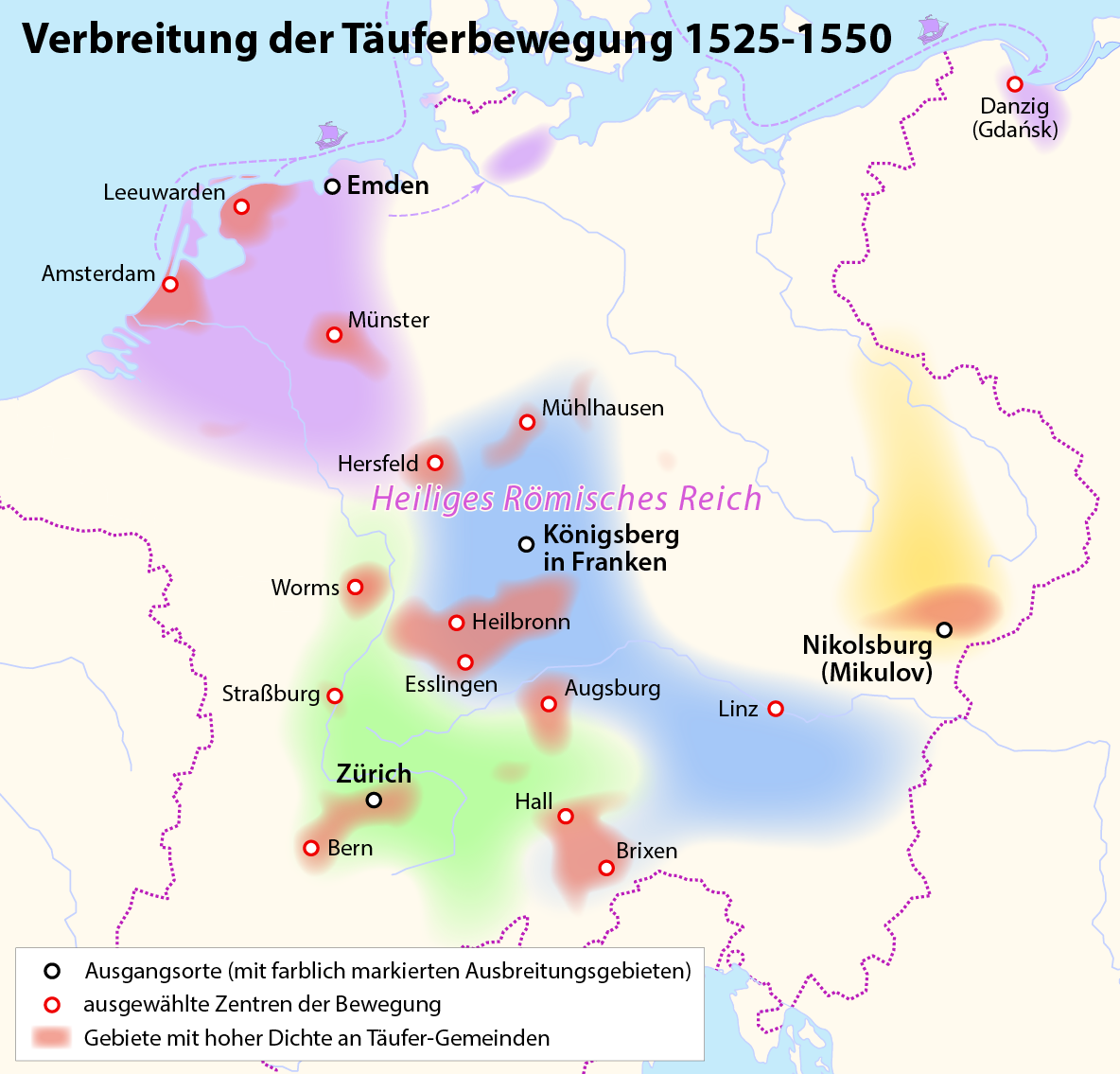
Die Verbreitung der Täuferbewegung zwischen 1525 und 1550

#### Alte Eidgenossenschaft, Süddeutschland (1524–1526)
Sein Weg führte ihn nach Zürich und Basel, dort nahm er Kontakt zu den Täufern auf. Hiernach ging es nach Heidelberg; von dort über Schweinfurt, Kitzingen und Nördlingen gelangte er Ende 1524 nach Rothenburg ob der Tauber, wo Freunde ihn und seine Familie gastlich aufnahmen. In Rothenburg sah er erstmals seine Kinder Johannes und den im Jahre 1525 in Kemberg bei Wittenberg geborenen Sohn Andreas, doch zum Jahresanfang 1525 erging schon bald die Ausweisung durch den Rat der Stadt. Karlstadt tauchte zunächst in Rothenburg unter; wegen der unsicheren Situation auch durch die Auswirkungen des Bauernkrieges verließ die Familie die Stadt wieder. Karlstadt geriet zwischen die Fronten der kämpfenden Parteien und wäre beinahe von einem Bauernführer vor den Toren Rothenburgs erschlagen worden, weil er sich gegen den gewaltsamen Aufruhr ausgesprochen hatte. Erneut ging er in seine Heimatstadt Karlstadt und von dort in die Freie und Reichsstadt Frankfurt am Main. An Pfingsten 1525 reiste Bodenstein nach Karlstadt, um in der Kirche St. Andreas die erste evangelische Predigt zu halten; am 12. Juni 1525 verweilte er erneut in Frankfurt am Main. Seine Ehefrau, Anna von Mochau, nahm von dort Verbindung zu Martin Luther in Wittenberg auf; man versuchte, für die Familie Bodenstein durch Luthers Hilfe eine Einreise- und Aufenthaltserlaubnis für das Kurfürstentum Sachsen zu erwirken. – Im Jahre 1526 lebten Bodenstein und seine Familie in großer materieller Not.

#### Rückkehr nach Kursachsen (1526–1529)
Der Kurfürst Johann der Beständige stimmte letztlich seiner Rückkehr nach Kursachsen zu, stellte aber die Bedingung, dass Bodenstein sich von allen Vorwürfen zum Aufruhr distanzieren müsse. Bodenstein ließ sich mit seiner Familie in Seegrehna, dem Geburtsort seiner Ehefrau, nieder. In Seegrehna wurde dann im März 1526 ihr zweiter Sohn Andreas getauft. Die Lage in Kursachsen verschlimmerte sich, als ein von ihm mit Caspar von Schwenckfeld unterhaltener Briefwechsel öffentlich wurde. Um Strafmaßnahmen zuvorzukommen, entwich Bodenstein Anfang 1529 heimlich aus Sachsen und kehrte Kursachsen endgültig den Rücken.

#### Norddeutschland, Ostfriesland (1529–1530)
Seine Umgebung in der Vermutung lassend er ginge nach Zürich, wandte er sich zunächst in Richtung Norddeutschland. Die Folgezeit war durch eine unstete Wanderschaft gekennzeichnet, die ihn durch verschiedene oberdeutsche Städte führte. Jedoch wurde er überall nach kurzer Zeit wieder ausgewiesen. Auf Vermittlung Luthers konnte er 1525, nachdem er seine Abendmahlslehre widerrufen hatte, nach Wittenberg zurückkehren, blieb jedoch von Predigt und Universität ausgeschlossen.
Doch hatte ihn Melchior Hofmann zunächst eingeladen, ihn gegen die Positionen der Lutheraner in Holstein zu unterstützen. Hofmann versuchte für Karlstadt auch eine Teilnahme an der Flensburger Disputation zu erwirken. Ein Bemühen, das für beide darin gipfelte, dass Karlstadt und Hofmann als Sakramentierer aus der Grafschaft verwiesen wurden.
Über Kiel gelangte er nach Ostfriesland. Während eines achtmonatigen Aufenthalts in Ostfriesland wirkte er zeitweise zusammen mit dem Täufer Melchior Hofmann. Beide hatten sich zunächst nach Emden (unter anderem auch Pilsum) gewandt, wo sie Ende April oder Anfang Mai 1529 eintrafen.
Während Hofmann wenig später nach Straßburg weiterzog, blieb Karlstadt in Ostfriesland und entfaltete dort eine nachhaltige Wirksamkeit. Enno II. wurde auf dem Reichstag zu Speyer vom sächsischen Kurfürsten gedrängt, sich im Sinne der lutherischen Überzeugungen auszurichten. Karlstadt genoss zwar einen großen Respekt in weiten Kreisen des Landadels, der Geistlichkeit und auch der Bevölkerung, wurde aber als Kritiker Luthers Anfang Februar 1530 unter Androhung von Gewalt durch Enno II. ausgewiesen.

#### Elsass, Alte Eidgenossenschaft (1530–1534)
Von Ostfriesland reiste Bodenstein nach Straßburg; in der elsässischen Metropole traf er Ehefrau und Kinder wieder. Doch Straßburg bot ihnen keine Bleibe; nach einem kurzen Aufenthalt wies man sie auch dort aus der Stadt. 1530 ging Karlstadt mit der Zwischenstation Basel nach Zürich, Ende Juli erreichten sie diesen Hauptort des Kantons Zürich.

### Zürich (1531), Pesttod (1541)
In Zürich wirkte Bodenstein zunächst als Diakon des Spitals und nahm 1531 die Pfarrstelle in Altstätten, heute Kanton St. Gallen, an, die er aufgrund des Sieges der altgläubigen Kantone im Zweiten Kappelerkrieg wieder aufgeben musste. Anschließend wirkte er in Zürich an der Schule des Grossmünsters. Auf Fürsprache Heinrich Bullingers wurde er 1534 Dozent und Pfarrer der Peterskirche in Basel; 1537 war er Rektor der Universität Basel. Nach einem bewegten Leben starb er dort am Heiligabend 1541 an der Pest.
Während Luther 1542 den Tod Karlstadts kommentierte: „Wenn man den Baum nach seinen Früchten beurteilt, so ist dieser Mensch geradewegs zur Hölle getanzt, ja er hat sich selbst kopfüber hineingestürzt“, verfasste hingegen Heinrich Pantaleon, Schüler und Freund Bodensteins aus Basler Zeiten, diesem zu Ehren ein Trauergedicht mit den folgenden Worten:
„En CAROLSTADIUS, quem olim Franconia misit,

Occidit, Helvetium Gloria, fama, decus“
(„Oh, Karlstadt, den Franken einst schickte, ist tot, der Schweizer Ruhm, Ehre und Zierde“).

## Wirken

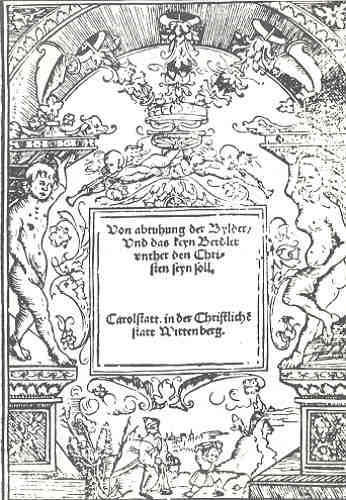
Titelblatt: Von der Abtuung der Bilder. 1522

Zunächst Förderer und Weggefährte Luthers, entwickelte Karlstadt bald eine eigene reformatorische Konzeption. Im Jahre 1519 stand er in Leipzig als Disputant an der Seite Luthers. Während Luthers Aufenthalt auf der Wartburg 1521 bis 1522 setzte sich Karlstadt für die Ideen der Reformation in Wittenberg forciert ein; aus der Sicht Luthers war sein Bestreben aber zu energisch. Insbesondere in seinen Vorstellungen von der Laienkompetenz ging Karlstadt weiter als viele andere Reformatoren.

### Abendmahlsfrage
Wie der Spiritualist Karlstadt wollten auch der Basler Humanist und Reformator Johannes Oekolampad und Zwingli „die Tilgung aller magisch-sakralen Elemente, die sie im Widerspruch zur geistigen Wirkungsart Gottes sahen.“
An Weihnachten 1521 feierte Bodenstein den ersten öffentlichen evangelischen Gottesdienst, in dem er schon die Realpräsenz Christi im Abendmahl in Brot und Wein (Transsubstantiation) in Frage stellte. Dabei trug er ein Laiengewand, sprach die Einsetzungsworte auf Deutsch, ferner wurde die Hostie nicht eleviert und er gab sie zusammen mit dem Kelch den Kommunikanten selbst in die Hand.
1524 eröffnete Karlstadt mit einem Traktat zur Abendmahlsfrage den Abendmahlsstreit zwischen Martin Luther und Ulrich Zwingli, der zur Spaltung zwischen Wittenberger und oberdeutscher Reformation beitrug.
Nach seiner Flucht im Juni 1525 nach Süddeutschland nahm Karlstadts Frau von Frankfurt am Main aus Kontakt mit Luther auf. Karlstadt wurde gezwungen, in der Frage des Abendmahls die Ansicht Luthers von der Realpräsenz Christi öffentlich zu billigen. So wurde eine verklausulierte Erklärung abgegeben: „Erklärung wie Carlstat sein lere von dem hochwirdigen Sacrament vnd andere achtet vnd geacht haben wil“ (Wittenberg 1525). Es kam zur Unterstützung Luthers, der Karlstadt zunächst insgeheim in seinem Haus aufnahm. 1526 durften Karlstadt und seine Familie wieder in das Kurfürstentum Sachsen zurückkehren.
Ihren Höhepunkt erreichte die Auseinandersetzung um die Wandlung dann im März des Jahres 1536, nachdem bei dem Basler Buchdrucker Thomas Platter die erste Ausgabe der Institutio Christianae Religionis von Johannes Calvin erschienen war.
Im Mai desselben Jahres schlossen reformatorische Theologen die Wittenberger Konkordie. Dabei ging es um die Auslegung des Abendmahls, die zwischen den Wittenberger Reformatoren einerseits sowie Vertretern der Schweizer und der Oberdeutschen Reformation andererseits strittig war. Melanchthon definierte die Abendmahlsübereinkunft und am 26. Mai wurde die „Formula Concordiae Lutheri et Buceri“ allen Beteiligten vorgelegt und von diesen angenommen. Mit Ausnahme des Konstanzer Predigers Zwick, der vorgab, hierzu nicht legitimiert zu sein, nahmen die oberdeutschen Städte die Konkordie an, nicht aber die Schweizer Städte.

### Verfasserfrage
Ob Karlstadt der Verfasser der anonymen, 1525 publizierten Bauernkriegs-Flugschrift An die Versammlung gemeiner Bauernschaft ist, ist in der Geschichtsforschung umstritten und bisher nicht bewiesen. Allerdings hat er sich mehrmals gegen gewaltsamen Aufruhr ausgesprochen, so schon 1524 in der Schrift der Orlamünder an die Allstedter, wie man christlich fechten soll: „lasst uns nicht zu Messern und Spießen laufen“. Auch am 14. Mai 1525 in Rothenburg ob der Tauber und am 1. Juni 1525 in Schweinfurt forderte er die Bauern auf, die Waffen niederzulegen und zu verhandeln.

### Bilderfrage
„Aber (got klag ichs) mein hertz ist von Jugend auff yn eher erbiethung vnd wolachtung der bildnis ertzogen vnd auffgewachßen. vnd ist mir ein schedliche forcht eingetragen / der ich mich gern wolt endletigen / vnd kan nit. Alßo stehn ich in forcht / das ich keynen olgotzen dorfft verbrennen. Ich hette sorg der Teuffels narr mocht mich beleydigen. Wie wol ich die schrifft (an einem teyll) hab / vnd weiß. dz Bilder nicht vermogen / haben auch weder leben / bluth / nach geyst. Idoch helt mich forcht am andern teyll / vnd macht / das ich mich vor eynem gemalten teuffell / vor eynem schatwen / vor eynem gereusch eines leychten bletlins forcht / vnd flihe das / das ich menlich solt suchen.“

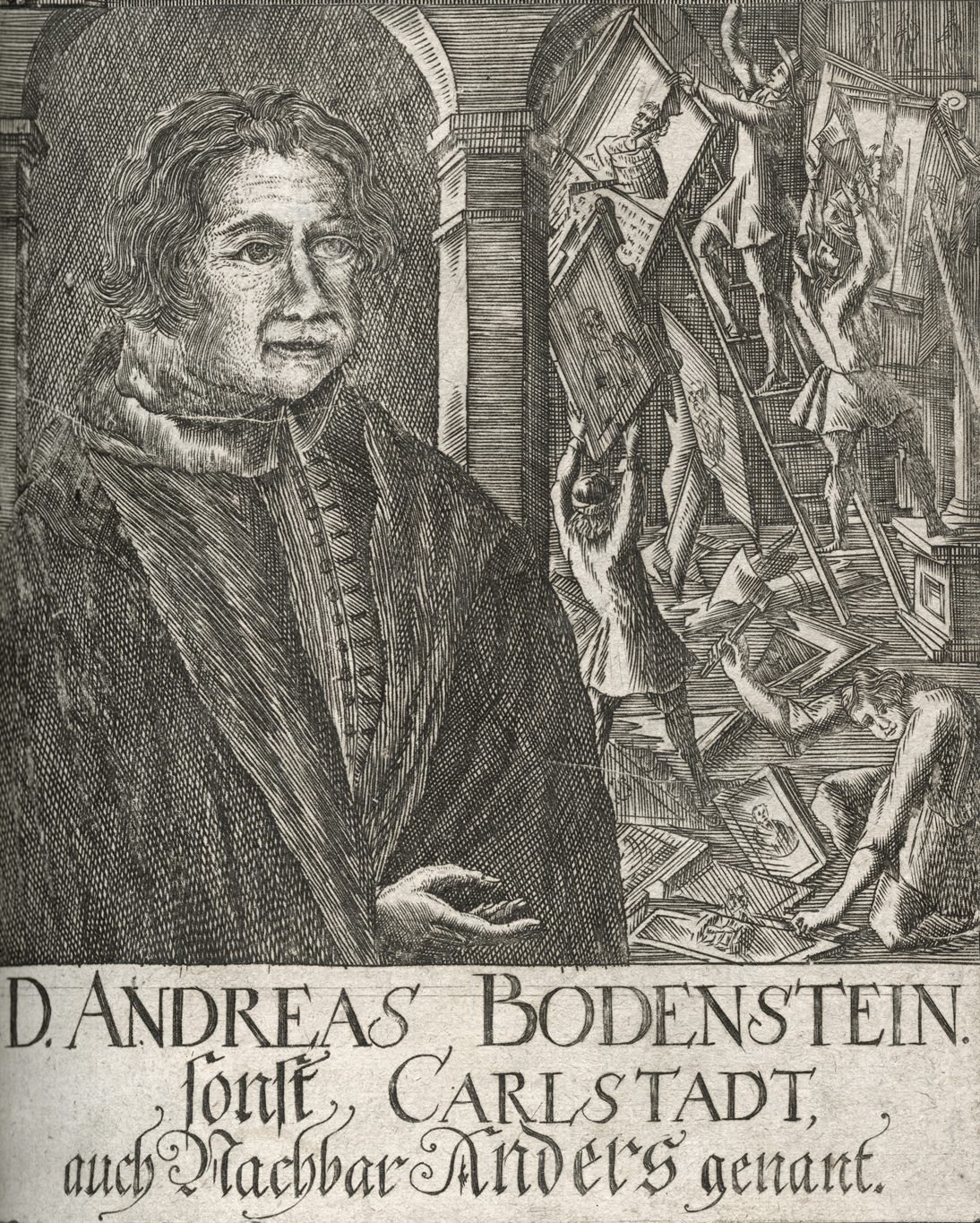
Andreas Bodenstein und der Bildersturm (Anonymer Kupferstich aus dem 17. Jahrhundert)

Als Bodenstein in den nach 1520 folgenden Jahren zur aktiven Zerstörung religiöser Bildwerke aufrief, geschah dies auch aus einer Interpretation Martin Luthers, denn das „Ziel des Christentums sei es, die Armut und Bettelei abzuschaffen, [und] dies könne aber nur geschehen, wenn das Vermögen, anstatt in fromme Stiftungen zu fließen, direkt den Armen zugute komme.“ Martin Luther, obgleich dem katholischen Bilderkult kritisch gegenüber eingestellt, sah das Hauptübel aber nicht in den Bildern selbst, sondern in der Vorstellungswelt der Gläubigen, die durch Stiften von Bildern zum Seelenheil kämen oder durch die Verehrung von Reliquien ihre Erlösung im Jenseits erringen könnten.
Karlstadt argumentierte dabei mit dem Zweiten Gebot Mose, das den Götzendienst untersagt. Bilder gefährdeten die Einzelstellung zu Gott, so die Bilderstürmer, Bildnisse lenkten ab, störten die Konzentration auf das Wesentliche in der Hinwendung zu Gott.
Bildwerke hätten nur materiellen Wert, keinen kommunikativen, und könnten nicht „lehren“ in Papst Gregors Sinne. Wonach Bilder nützlich zur Unterweisung der Leseunkundigen (Bildkatechismus) seien. Bilder regten die Menschen zur Andacht an (Mystik) und stützten das Gedächtnis (Memoria). „Lebendige“ Abbilder Gottes seien die Mitmenschen.
Karlstadts Flugschrift Von abtuhung der Bylder (1522) verbreitete sich in zwei Auflagen im ganzen deutschen Sprachraum. Das Bettelei-Argument wurde in der Rezeption vollkommen ignoriert, begeistert aufgenommen wurde nur der bilderstürmerische Aufruf.
Andreas Bodensteins radikale Aufforderung zur Beseitigung der Bilder scheint wie ein Versuch zu sein, sich in einem Gewaltakt von der eigenen Bilderfurcht zu lösen. Der Bildersturm wurde zum symbolhaften Bruch mit seiner früheren „Abgötterei“.

## Rezeption
Im 500. Jahr der Reformation würdigte bis 31. Oktober 2017 das „Stadtgeschichtliche Museum“ in Karlstadt den Reformator durch eine Sonderausstellung „Andreas Bodenstein, genannt Dr. Carlstadt und die Reformation in Deutschland“.

## Werke (Auswahl)
- Hunderteinundfünfzig Schlussfolgerungen über Natur, Gesetz und Gnade. Gegen die Scholastiker und die allgemeine Auffassung. 1517
- De canonicis scripturis libellus. 1520
- Von abtuhung der Bylder. Wittenberg 1522
- Ein Sermon vom stand der Christglaubigen Seelen von Abrahams schoß vn(d) Fegfeur der abgeschydnen Seelen. Ulhart, Augsburg 1523
- Dialogus vom Tauff der Kinder. Worms 1527